# José Antonio Iturriaga
José Antonio Iturriaga (* 22. April 1970) ist ein peruanischer Badmintonspieler. 

## Karriere
José Antonio Iturriaga war mehrfach in Peru bei den nationalen Titelkämpfen erfolgreich. 1993 wurde er Panamerikameister. Bei den Peru International siegte er 1996 und 2001.

## Sportliche Erfolge
| Saison | Veranstaltung             | Disziplin    | Platz | Name                                     |
| ------ | ------------------------- | ------------ | ----- | ---------------------------------------- |
| 1990   | Peru: Meisterschaft       | Herrendoppel | 1     | Federico Valdez / José Iturriaga         |
| 1991   | Peru: Meisterschaft       | Herrendoppel | 1     | Federico Valdez / José Iturriaga         |
| 1993   | Panamerikameisterschaft   | Herrendoppel | 1     | José Antonio Iturriaga / Mario Carulla   |
| 1993   | Peru: Meisterschaft       | Herrendoppel | 1     | José Iturriaga / Mario Carulla           |
| 1993   | Peru: Meisterschaft       | Herreneinzel | 1     | José Iturriaga                           |
| 1994   | Peru: Meisterschaft       | Herreneinzel | 1     | José Iturriaga                           |
| 1994   | Peru: Meisterschaft       | Mixed        | 1     | José Iturriaga / Lorena Blanco           |
| 1995   | Peru: Meisterschaft       | Mixed        | 1     | José Iturriaga / Lorena Blanco           |
| 1995   | Peru: Meisterschaft       | Herrendoppel | 1     | Gustavo Salazar D / J. Iturriaga         |
| 1996   | Peru: Meisterschaft       | Herrendoppel | 1     | Mario Carulla / José Iturriaga           |
| 1996   | Peru International        | Herrendoppel | 1     | José Antonio Iturriaga / Gustavo Salazar |
| 1997   | Peru: Meisterschaft       | Herrendoppel | 1     | Mario Carulla / José Iturriaga           |
| 1998   | Peru: Meisterschaft       | Mixed        | 1     | José Iturriaga / Ximena Bellido          |
| 1998   | Peru: Meisterschaft       | Herreneinzel | 1     | José Iturriaga                           |
| 1998   | Peru: Meisterschaft       | Herrendoppel | 1     | Federico Valdez / José Iturriaga         |
| 1999   | Miami PanAm International | Mixed        | 1     | José Antonio Iturriaga / Ximena Bellido  |
| 1999   | Peru: Meisterschaft       | Herrendoppel | 1     | Mario Carulla / José Iturriaga           |
| 1999   | Peru: Meisterschaft       | Herreneinzel | 1     | José Iturriaga                           |
| 2001   | Peru International        | Herrendoppel | 1     | Guillermo Cox / José Antonio Iturriaga   |